# Katerine Duska
Katerine Duska (Montreal, 6 de novembro de 1989) é uma cantora e compositora greco-canadense. Ela representou a Grécia no Festival Eurovisão da Canção 2019 com a música Better Love, que foi lançada em 6 de março de 2019.

## Biografia
Duska nasceu em 6 de novembro de 1989 em Montreal, Canadá, mas vive em Atenas, na Grécia.
Ela lançou o seu primeiro álbum em 2015 com o título Embodiment. Em 2018, apareceu num concerto no Concert Hall, em Atenas, apresentando músicas do seu álbum com músicas compostas pelo cantor e compositor sueco Albin Lee Meldau. Albin Lee Meldau também apareceu num concerto com Duska em setembro de 2018 no Palace Garden em Atenas. Em dezembro de 2018, ela apareceu num concerto com o músico Petros Klampanis.

## Discografia

### Álbuns
| Título     | Detalhes                                                                                        |
| ---------- | ----------------------------------------------------------------------------------------------- |
| Embodiment | - Lançamento: 4 de dezembro de 2015 - Rótulo: Minos EMI - Formatos: CD, descarregamento digital |

### Singles
| Título             | Ano  | Álbum      |
| ------------------ | ---- | ---------- |
| "One in a Million" | 2014 | Embodiment |
| "Won't Leave"      | 2015 | Embodiment |
| "Better Love"      | 2019 | -          |